# 辰の口古墳
辰の口古墳（たつのくちこふん、辰ノ口古墳）は、広島県神石郡神石高原町高光にある古墳。形状は前方後円墳。広島県指定史跡に指定されている。
備後地方（広島県東部）では最大、広島県では第3位の規模の古墳で、4世紀後半（古墳時代前期後半）頃の築造と推定される。

## 概要
神石高原町北西部、山間部の低丘陵の先端部に築造された古墳である。1989年度（平成元年度）から広島大学考古学研究室による数次の発掘調査が実施されている。
墳形は前方後円形で、前方部を南方に向ける。墳丘は西側で3段築成、東側で2段築成。墳丘長は77メートルを測り、備後地方（広島県東部）では最大、広島県内でも第3位の規模になる。墳丘上では葺石・埴輪の存在が推定される。埋葬施設は後円部墳頂における竪穴式石室。石室は板石（厚さ約5センチメートル）を約2,000枚積層することで形成され、長さ6.7メートル・幅0.8メートル・高さ1.1メートルを測り、石室内からは碧玉製管玉も検出されている。その他に西側くびれ部において埴輪棺1基が検出されている。
この辰の口古墳は、古墳時代前期後半の4世紀後半頃の築造と推定され、前期古墳としては広島県最大の規模になる。一帯は吉備地方・出雲地方の狭間の地であり、この辰の口古墳の築造の背景として、当地を吉備・出雲に対する要衝と見たヤマト王権の意向の存在が推測されている（類似古墳に庄原市の大迫山1号墳）。
古墳域は2009年（平成21年）に広島県指定史跡に指定されている。

## 墳丘
墳丘の規模は次の通り。
- 墳丘長：77メートル
- 後円部
  - 直径：南北41メートル、東西36メートル
  - 高さ：7.3メートル
- 前方部
  - 長さ：36メートル
  - 前端幅：24メートル
  - 高さ：4.9メートル
- くびれ部
  - 幅：16メートル

## 文化財

### 広島県指定文化財
- 史跡
  - 辰の口古墳 - 2009年（平成21年）4月23日指定[3]。

## 関連文献
（記事執筆に使用していない関連文献）
- 『辰の口古墳 広島県神石郡神石町』神石町教育委員会、1995年。